# Aston Martin DB AR1
Aston Martin DB AR1 — родстер класса Gran Turismo совместного производства компаний Aston Martin и Zagato. AR1 расшифровывается как American Roadster 1 (американский родстер 1). Из-за проблем с омологацией DB7 Zagato не был представлен на рынке США. Чтобы удовлетворить спрос созданный купе, был спроектирован родстер, рассчитанный исключительно для рынка США. Впервые концепт автомобиля был продемонстрирован 2 января 2003 года на автошоу в Лос-Анджелесе. Всего сделано 99 автомобилей для продажи, плюс один для заводской коллекции Астона.
Родстер с шестиступенчатой коробкой передач оснащён двигателем V12 от модели DB7 Vantage объёмом в 6 литров и мощностью в 435 л. с. Большая часть AR1 сделаны с 5-ступенчатой трансмиссией Touchtronic и двигателем в 420 л. с..
Кузов автомобиля, сделанный Zagato на основе кабриолета DB7 Vantage Volante, абсолютно лишён верха. Максимальная скорость AR1 — 299 км/ч, разгон до 100 км/ч занимает 4,9 секунды.